# Mochi

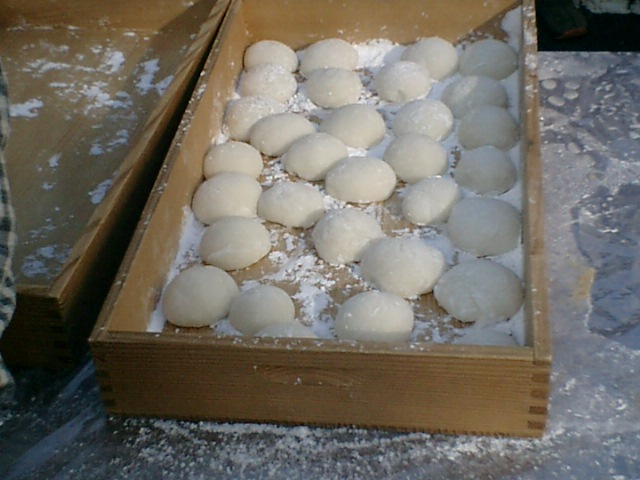
Riskakor gjorda av mochi

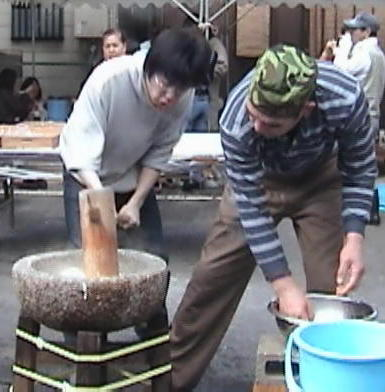
Män som stöter mochi i en usu

Mochi (餅) är en japansk maträtt gjord på mochigome (klibbigt ris) som används som ingrediens i ett flertal japanska recept, alternativt äts för sig. Mochi äts året runt i Japan, men framför allt av tradition vid det japanska nyåret. Mochi är extremt klibbigt och det rapporteras inte sällan i de japanska medierna om hur framförallt äldre personer kvävts när de ätit mochi, ofta i samband med nyår (bara i Kanto-området rapporterades 4 dödsfall kring nyårshelgen 2006).

Mochi med Kirbymotiv

Mochi är egentligen också en kinesisk maträtt, som i Kina kallas för "máshǔ" (麻糬), en traditionell dessert i Kina.
Mochi tillreds genom att man krossar mochigome i en traditionell usu-mortel (alternativt använder en modern elektronisk maskin) och sedan formar det, vanligtvis i runda eller fyrkantiga former.
Mochi kan ätas kokt, grillad, stekt (gärna med smör och sojasås, "shoyuu bataa"), friterad, rå eller som en ingrediens i en annan maträtt. Äts till exempel pudrat med kinako (japanskt rostat sojamjöl) och socker, med sojasås (med eller utan socker), i soppa (zoni, japansk nyårsrätt). Mochi tillsammans med anko (en pastej bestående av röda azukibönor och socker) är en populär desserträtt.

## Populära maträtter som innehåller mochi
- Zoni, en soppa som innehåller riskakor. Zoni äts traditionellt på den japanska nyårsdagen, ganjitsu. Förutom mochi innehåller zoni morötter och ett par stycken traditionella japanska grönsaker.
- Yakimochi, en grillad riskaka som ätes med nori och sojasås.
- Shiruko, en söt azukibönbaserad soppa med bitar av riskaka i.
- Daifuku, en mjuk riskaka fylld med bönsylt eller något annat sött.
- Mochiglass, gräddglass med mochi runt.

## Mochi i andra länder
Mochi är också en populär sötsak i Kina, är ursprungligen från Kina och kallas för "Ma Chi".[källa behövs]